# Веселовка (Магжана Жумабаєва район)
Весело́вка (каз. Веселов) — село у складі району Магжана Жумабаєва Північноказахстанської області Казахстану. Входить до складу Бастомарського сільського округу.
Населення — 180 осіб (2021; 302 у 2009, 408 у 1999, 468 у 1989).
Національний склад станом на 1989 рік:
- українці — 50 %
- росіяни — 38 %.